# Marcus Liberty
Marcus Liberty (Chicago, Illinois; 27 de octubre de 1968) es un exjugador de baloncesto estadounidense que jugó cuatro temporadas en la NBA, desarrollando el resto de su carrera profesional en equipos de cuatro continentes diferentes. Con 2,03 metros de estatura, lo hacía en la posición de alero.

## Trayectoria deportiva

### Universidad
Tras haber disputado en 1987, en su etapa de high school el prestigioso McDonald's All-American Game, jugó durante dos temporadas con los Fighting Illini de la Universidad de Illinois, en las que promedió 12,6 puntos, 5,3 rebotes y 1,2 asistencias por partido. En su última temporada fue incluido en el tercer mejor quinteto de la Big Ten Conference, tras promediar 17,8 puntos y 7,1 asistencias por encuentro.

### Profesional
Fue elegido en la cuadragésimo segunda posición del Draft de la NBA de 1990 por Denver Nuggets, con los que jugó tres temporadas completas, siendo la mejor de ellas la 1991-92, en la que promedió 9,3 puntos y 4,1 rebotes por partido.
Poco después de comenzada la temporada 1993-94 fue traspasado a los Detroit Pistons junto a Mark Macon a cambio de Alvin Robertson. Allí acabó la misma promediando 2,9 puntos y 1,6 rebotes por encuentro.
Tras dejar la NBA, jugó ocho años más a lo largo del mundo, en países tan dispares como Grecia, Turquía, Japón, República Dominicana o Chile.

## Estadísticas de su carrera en la NBA

### Temporada regular
| Temporada | Edad | Equipo          | Liga | Pos. | P   | TIT | MIN  | TC  | TCA | %TC  | 3P  | 3PA | %3P  | 2P  | 2PA | %2P  | TL  | TLA | %TL  | R.OF. | R.DEF. | REB | ASIS | ROB | TAP | PER | FP  | PTS |
| 1990-91   | 22   | Denver Nuggets  | NBA  | SF   | 76  | 18  | 15.4 | 2.8 | 6.8 | .421 | 0.2 | 0.8 | .298 | 2.6 | 6.0 | .436 | 0.8 | 1.2 | .630 | 1.5   | 1.4    | 2.9 | 0.8  | 0.6 | 0.3 | 0.9 | 2.0 | 6.7 |
| 1991-92   | 23   | Denver Nuggets  | NBA  | SF   | 75  | 13  | 20.4 | 3.7 | 8.3 | .443 | 0.2 | 0.7 | .340 | 3.4 | 7.6 | .452 | 1.7 | 2.4 | .728 | 1.9   | 2.2    | 4.1 | 0.8  | 0.9 | 0.4 | 1.2 | 2.2 | 9.3 |
| 1992-93   | 24   | Denver Nuggets  | NBA  | SF   | 78  | 32  | 20.3 | 3.2 | 7.9 | .406 | 0.3 | 0.8 | .373 | 2.9 | 7.2 | .410 | 1.3 | 2.0 | .654 | 1.7   | 2.6    | 4.3 | 1.3  | 0.8 | 0.3 | 1.0 | 1.8 | 8.1 |
| 1993-94   | 25   | TOTAL           | NBA  | SF   | 38  | 0   | 7.5  | 1.1 | 3.2 | .325 | 0.3 | 0.7 | .357 | 0.8 | 2.5 | .316 | 0.5 | 1.0 | .487 | 0.7   | 0.9    | 1.6 | 0.4  | 0.3 | 0.1 | 0.6 | 0.9 | 2.9 |
| 1993-94   | 25   | Denver Nuggets  | NBA  | SF   | 3   | 0   | 3.7  | 1.3 | 2.3 | .571 | 0.0 | 0.3 | .000 | 1.3 | 2.0 | .667 | 0.3 | 0.7 | .500 | 0.0   | 1.7    | 1.7 | 0.7  | 0.0 | 0.0 | 0.7 | 1.7 | 3.0 |
| 1993-94   | 25   | Detroit Pistons | NBA  | SF   | 35  | 0   | 7.8  | 1.0 | 3.3 | .310 | 0.3 | 0.8 | .370 | 0.7 | 2.5 | .292 | 0.5 | 1.1 | .486 | 0.7   | 0.9    | 1.6 | 0.4  | 0.3 | 0.1 | 0.6 | 0.8 | 2.9 |
| Total     |      |                 | NBA  |      | 267 | 63  | 17.1 | 2.9 | 7.0 | .417 | 0.2 | 0.7 | .340 | 2.7 | 6.3 | .426 | 1.2 | 1.7 | .664 | 1.6   | 1.9    | 3.5 | 0.9  | 0.7 | 0.3 | 1.0 | 1.9 | 7.3 |